# Кантијере-Понтичело (Маса-Карара)
Кантијере-Понтичело је насеље у Италији у округу Маса-Карара, региону Тоскана.
Према процени из 2011. у насељу је живело 440 становника. Насеље се налази на надморској висини од 210 м.